# Katchang Point
Katchang Point är en udde i Gambia.   Den ligger i regionen North Bank Division, i den centrala delen av landet, 90 km öster om huvudstaden Banjul.
Terrängen inåt land är platt. Runt Katchang Point är det ganska tätbefolkat, med 65 invånare per kvadratkilometer. Närmaste större samhälle är Farafenni, 18,2 km nordost om Katchang Point. 